# Ewing (Nebraska)
Ewing è un comune degli Stati Uniti d'America, situato nello Stato del Nebraska, nella contea di Holt.